# Mizuta Tsukimitsu
Tsukimitsu Mizuta (sinh ngày 13 tháng 9 năm 1976) là một cầu thủ bóng đá người Nhật Bản.

## Sự nghiệp câu lạc bộ
Tsukimitsu Mizuta đã từng chơi cho Sanfrecce Hiroshima.